# Roberto Schwarz
Roberto Schwarz (Vienne, Autriche, 1938) est un critique littéraire et professeur d’université en théorie littéraire (émérite) brésilien.
Né de parents juifs autrichiens ayant décidé d’émigrer au Brésil au lendemain de l’Anschluss de 1938, il entreprit des études en sciences sociales à São Paulo (USP), suivies d’un séjour d’études à Yale, aux États-Unis, avant d’être nommé professeur de théorie littéraire à l’USP, puis à l’université de Campinas. Fuyant la dictature, il passa en 1976 un doctorat en lettres latino-américaines à la Sorbonne. On lui doit des écrits sur divers écrivains, brésiliens et autres, dont en particulier une série d’essais et d’ouvrages fort remarqués sur Machado de Assis. Sa pensée en matière littéraire, indissociable d’une réflexion plus large sur la politique et la société, est redevable, selon ses propres dires, à Lukács, Benjamin, Brecht, Adorno et Marx. Il aime d’autre part à se présenter comme le continuateur d’Antonio Candido.

## Origine et formation
Roberto Schwarz est né en août 1938 à Vienne en Autriche, de parents juifs autrichiens, peu après l’annexion du pays par l’Allemagne nazie en mars de la même année. La famille de Schwarz décida d’émigrer vers le Brésil au début de 1939.
En 1960, il obtint une licence en sciences sociales à l’université de São Paulo (USP). En 1958-1959, il participa au Séminaire Marx, mis sur pied pour étudier le Capital et composé de José Arthur Giannotti, Fernando Novais, Paul Singer, Octavio Ianni, Ruth Cardoso, Fernando Henrique Cardoso, Bento Prado Jr., Francisco Weffort, Michael Löwy et Gabriel Bolaffi.
Durant un séjour de deux ans aux États-Unis, il suivit un post-graduat à l’université Yale, sous la direction de René Wellek, puis termina sa maîtrise en 1963, année où il s’en retourna au Brésil. En 1969, la répression politique se durcissant, il s’exila en France, où il soutint en 1976 une thèse de doctorat en études latino-américaines à l’université de Paris III (Université Sorbonne Nouvelle III), avec pour directeur de thèse Raymond Cantel.

## Activité professionnelle
Roberto Schwarz a été professeur de théorie littéraire et de littérature comparée à l’USP jusqu’en 1968, et professeur de théorie littéraire à l’université d'État de Campinas (UNICAMP) de 1978 à 1992.

## Œuvre critique
Parmi les essais littéraires de Roberto Schwarz méritent mention en particulier ceux consacrés à Machado de Assis, à savoir : Ao Vencedor as Batatas (littér. Au vainqueur les patates, de 1977, centré sur les romans de la dénommée première phase de l’écrivain, et comprenant un chapitre sur Senhora de José de Alencar) ; Um Mestre na Periferia do Capitalismo (1990, sur les Mémoires posthumes de Brás Cubas) ; Complexo, moderno, nacional e negativo (également sur Brás Cubas, dans Que Horas São?) ; Duas notas sobre Machado de Assis (repères biographiques et étude sur Quincas Borba, dans Que Horas São?) ; A poesia envenenada de D. Casmurro (littér. la Poésie vénéneuse de Dom Casmurro, inclus dans Duas Meninas) ; A viravolta machadiana (2004) ; et Leituras em competição (2006).
Après des écrits de jeunesse, rassemblés dans le volume A Sereia e o Desconfiado (littér. la Sirène et le Méfiant, 1965), Schwarz publia plusieurs études sur divers écrivains comme Kafka, Brecht, Balzac, Oswald de Andrade et Helena Morley, et aussi sur des auteurs contemporains tels que Paulo Emílio Salles Gomes, Zulmira Ribeiro Tavares, Chico Buarque de Hollanda, Paulo Lins, Cacaso et Francisco Alvim.
La pensée de Schwarz en matière littéraire est indissociable d’une réflexion plus large sur la politique et la société, ce dont témoignent ses essais Cultura e política, 1964-1969 (originellement publié dans Les Temps Modernes en 1970, reproduit dans O Pai de Família) ; As ideias fora de lugar (littér. ± les Idées hors de propos, paru en 1973, puis intégré dans le livre Ao Vencedor as Batatas) ; Nacional por subtração (littér. National par soustraction, 1986, repris dans Que Horas São?) ; et Fim de século (littér. Fin de siècle, de 1995, repris dans Seqüências Brasileiras).
Ses études et réflexions portent également sur le théâtre, l’architecture et le cinéma. Dans le domaine du cinéma, il analysa notamment les films Os Fuzis, de Ruy Guerra, et Cabra Marcado para Morrer, d’Eduardo Coutinho. D’autre part, il écrivit des textes à propos d’essayistes comme Antonio Candido, Anatol Rosenfeld et Michael Löwy.
Il est le traducteur notamment des pièces de théâtre Sainte Jeanne des Abattoirs et La Vie de Galilée de Bertolt Brecht, et de l’essai Introduction à la sociologie de la musique, de Theodor W. Adorno. Il fit connaître au Brésil le livre l’Effondrement de la modernisation, de Robert Kurz, et les études de Dolf Oehler, Pariser Bilder et Ein Höllensturz der alten Welt.
Quant à la tradition critique à laquelle il se rattache, Schwarz lui-même affirme qu’il s’est beaucoup imprégné des ouvrages et points de vue d’Antonio Candido, ajoutant (dans sa préface à Um Mestre na Periferia do Capitalismo) : « Mon travail serait impensable aussi sans la tradition — contradictoire — constituée par Lukács, Benjamin, Brecht et Adorno, et sans l’inspiration de Marx. »

### Œuvres de Roberto Schwarz
Essais
- (pt) A Sereia e o Desconfiado, Rio de Janeiro, Civilização Brasileira, 1965 (2e éd., Paz e Terra, Rio de Janeiro, 1981)
- (pt) O Pai de Família e outros estudos, Rio de Janeiro, Paz e Terra, 1975
- (pt) Ao Vencedor as Batatas : Forma literária e processo social nos inícios do romance brasileiro, Sao Paulo, Duas Cidades, 1977 (5e éd. revue, même éditeur, 2000)
- (pt) Os Pobres na Literatura Brasileira (directeur), Sao Paulo, Brasiliense, 1983
- (pt) Que Horas São?, Sao Paulo, Companhia das Letras, 1987
- (pt) Um Mestre na Periferia do Capitalismo : Machado de Assis, Sao Paulo, Duas Cidades, 1990 (3e éd. chez el même éditeur, 2001 ; traduction anglaise sous le titre A Master on the Periphery of Capitalism: Machado de Assis, par John Gledson, Duke University Press, Durham, 2002)
- (pt) As ideias fora de lugar, 1973 (intégré plus tard dans Ao Vencedor as Batatas ; version anglaise sous le titre Misplaced Ideas: Essays on Brazilian Culture, édité et doté d’une introduction par John Gledson, Verso, Londres, 1992)
- (pt) Duas Meninas, Sao Paulo, Companhia das Letras, 1997
- (pt) Sequências Brasileiras, Sao Paulo, Companhia das Letras, 1999
- (pt) Cultura na Política, 1964-1969, Rio de Janeiro, Paz e Terra, coll. « Leitura », 2001
- (pt) Martinha versus Lucrécia, Sao Paulo, Companhia das Letras, 2012

Poésie et théâtre
- (pt) Pássaro na Gaveta, Sao Paulo, Massao Ohno, 1959 (poésies)
- (pt) Corações Veteranos, Rio de Janeiro, Coleção Frenesi, 1974 (poésies)
- (pt) A Lata de Lixo da História, Rio de Janeiro, Paz e Terra, 1977 (théâtre)

### Publications sur Roberto Schwarz
- (pt) Paulo Eduardo Arantes, Sentimento da Dialética na experiência intelectual brasileira, Rio de Janeiro, Paz e Terra, 1992, « Dialética e dualidade segundo Antonio Candido e Roberto Schwarz »
- (pt) Maria Elisa Cevasco et Milton Ohata, Um Crítico na Periferia do Capitalismo : reflexões sobre a obra de Roberto Schwarz (collectif), Sao Paulo, Companhia das Letras, 2007
- (pt) Alexandre Eulálio, Livro Involuntário, Rio de Janeiro, Ed. UFRJ, 1993, « Pai de família, mas desconfiado », p. 313–317
- (pt) Sérvulo Augusto Figueira, Nos Bastidores da Psicanálise, Rio de Janeiro, Imago, 1991, « Machado de Assis, Roberto Schwarz: psicanalistas brasileiros? », p. 181–186
- (pt) John Gledson, Por um Novo Machado de Assis, Sao Paulo, Companhia das Letras, 2006, « Roberto Schwarz: Um mestre na periferia do capitalismo », p. 236–278
- (pt) Leandro Konder, Intelectuais Brasileiros & Marxismo, Belo Horizonte, Oficina de Livros, 1991, « Roberto Schwarz », p. 95–101
- (pt) Marcelo Silva Souza, O lugar das artes na crítica de Roberto Schwarz, Sao Paulo, Universidade de São Paulo, 2009 (lire en ligne) (mémoire de maîtrise)